# بلاط (جبيل)
بلاط  هي إحدى القرى اللبنانية من قرى قضاء جبيل في محافظة جبل لبنان.